# Parcul industrial Faur
Parcul industrial Faur (înființat conform prevederilor art.23 alin.2 din. O.U.G. nr.115/2003) este cel mai mare parc industrial din București administrat de societatea ProFaur. 
Suprafața totală a spațiilor de producție/depozitare disponibile în cadrul parcului este de 68.916 m² și cuprinde spații cu suprafețe între 200 m² și 13.000 m². Suprafața totală de birouri disponibile este de 16.550 m².
În parc își desfășoară activitatea aproximativ 200 de firme, ce înseamnă un grad de utilizare de 30%. Parcul este deținut în proporție de 80% de oamenii de afaceri Marius și Emil Cristescu, care mai dețin și holdingul Bega Grup.